# Norse Atlantic Airways
Norse Atlantic Airways AS (OSE : NORSE) est une compagnie aérienne norvégienne low-cost long-courrier dont le siège est à Arendal, en Norvège. Fondée en février 2021, la compagnie aérienne exploite une flotte de Boeing 787 Dreamliner entre l'Europe et l'Amérique du Nord. Son vol inaugural a eu lieu le 14 juin 2022, de l'aéroport d'Oslo Gardermoen, à l'aéroport international John F. Kennedy de New York.

## Histoire

### Établissement
Norse Atlantic Airways a été fondée en février 2021 par Bjørn Tore Larsen, Bjørn Kise et Bjørn Kjos détenant des participations minoritaires,. La compagnie aérienne a été dévoilée le 15 mars 2021, avec pour intention de commencer les vols commerciaux réguliers en décembre 2021. Les plans de la compagnie aérienne prévoyaient d'exploiter douze Boeing 787 Dreamliner, d'établir des partenariats avec notamment Norwegian Air Shuttle et la start-up Flyr, ainsi qu'une entrée à la Bourse d'Oslo. La compagnie aérienne avait initialement annoncé des lignes vers Londres, Oslo et Paris en Europe, Los Angeles, Miami et New York aux États-Unis et ultérieurement l'Asie. Pour lancer la société, ses actionnaires ont réalisé un placement privé de 1,275 milliard de couronnes norvégiennes (150 millions de dollars américains) le 26 mars 2021. Le 29 mars 2021, AerCap a annoncé la signature d'un contrat de location avec Norse Atlantic pour les neuf premiers Boeing 787 de la compagnie aérienne, (trois 787-8 et de six 787-9). Après les débuts à la bourse d'Oslo le 12 avril 2021, la société a levé plus de 1,4 milliard de couronnes norvégiennes (165 millions de dollars américains) lors de son introduction en bourse (IPO),.
En août 2021, Norse Atlantic Airways a obtenu des droits de location pour six autres Boeing 787-9 de BOC Aviation, augmentant sa flotte prévue de douze à quinze avions, avec des livraisons commençant en 2021 et les livraisons devant être achevées en 2022,. Le 10 août 2021, la compagnie aérienne a également dévoilé son image d'entreprise et sa livrée d'avion mises à jour. Par la suite, le lancement des opérations de Norse Atlantic a été reporté de décembre 2021 à l'été 2022, la société invoquant des restrictions de voyage liées à la pandémie de COVID-19 et le début de la vente des billets prévu environ trois mois avant le lancement,. À la fin du mois, la compagnie aérienne n'avait toujours pas précisé publiquement les aéroports qu'elle desservirait, mais il a été rapporté plus tard à la fin du mois qu'elle avait conclu des accords avec l'aéroport de Gatwick à Londres. En septembre 2021, la compagnie aérienne, dans sa demande au département des transports des États-Unis (USDOT) pour un permis de transporteur aérien étranger, a décrit l'exploitation de vols d'Oslo à Fort Lauderdale, Newburgh et les aéroports de l'Ontario, desservant Miami, New York City, et les régions de Los Angeles respectivement. En novembre 2021, la compagnie aérienne se serait vu attribuer des créneaux d'arrivée et de départ à l'aéroport de Londres Stansted.
Le 20 décembre 2021, la compagnie aérienne a reçu le premier Boeing 787-9 de Norse Atlantic, et le 29 décembre 2021,a obtenu son AOC par l' Autorité de l'aviation civile de Norvège.
Le 11 avril 2022, la compagnie aérienne a reçu son approbation pour son permis de transporteur aérien étranger de l'USDOT.

### Lancement des opérations
Le 28 juillet 2022, Norse Atlantic a lancé ses premiers partenariats avec  easyJet, Norwegian Air Shuttle et Spirit Airlines. De plus, la compagnie aérienne loue actuellement quatre de ses avions long-courriers à d'autres compagnies aériennes, en envisageant un cinquième.
Elle fait un Boeing 787 affrété par le Norsk Polarinstitutt (en français Institut polaire norvégien) sur l'aérodrome de la base antarctique Troll. Il s'agit du plus grand avion à se poser en Antarctique.

## Affaires corporatives

### La possession
Norse Atlantic Airways a son siège social à Arendal, en Norvège, et appartient à 100 % à la société mère Norse Atlantic ASA. Lors de sa création, la compagnie aérienne était détenue à 63% par le PDG Bjørn Tore Larsen et ses filiales, à 15% par Bjørn Kjos et à 12% par Bjørn Kise. À la suite de l'introduction de la société mère à la Bourse d'Oslo, Bjørn Tore Larsen est resté l'actionnaire majoritaire avec une participation de 12,4 %, suivi par des investisseurs institutionnels tels que Delphi Nordic (6,7 %), DNB SMB (6,3 %) et Skagen Vekst (5,9 %) d'ici janvier 2022.
Norse Atlantic a également établi Norse Atlantic UK en tant que filiale britannique le 10 mai 2021, la société recevant un AOC britannique.

### L'image de marque
Le logo de Norse Atlantic est directement inspiré du navire Oseberg, avec la livrée et l'image de marque associées à la compagnie aérienne inspirées des drakkars utilisés par les vikings pour traverser l'Atlantique Nord. L'image de marque a été conçue par Markus Lock,. Ses avions portent le nom de divers parcs nationaux situés dans les pays desservis par la compagnie aérienne, tels que Raet, Everglades, Dartmoor et le parc national de Yellowstone.

### Critique
À la suite de l'annonce publique de la création de Norse Atlantic en mars 2021, les observateurs et les médias ont établi observé la similitude de son modèle commercial avec celui de Norwegian Air Shuttle et ses opérations long-courriers. Cette similitude tenait à la présence de cadres clés ayant des liens avec Norwegian parmi les fondateurs et les investisseurs de Norse Atlantic, avec Kjos en tant qu'ancien PDG de Norwegian, Kise en tant qu'ancien président de Norwegian et Larsen, président d'OSM Aviation, une société chargée de fournir du personnel à la compagnie aérienne Norwegian avant la restructuration de celle-ci. D'autres services proposés par Norse Atlantic confortaient cette similitude, comme son choix de destinations, et les Boeing 787 auparavant exploités par Norwegian, les avions devant conserver la même configuration de sièges lorsqu'ils sont exploités par Norse Atlantic,.
Des parallèles supplémentaires avec les actions passées de Norwegian ont été établis lorsque, le 24 mars 2021, le membre du Congrès américain Peter DeFazio a demandé dans un communiqué qu'un permis de transporteur aérien étranger soit refusé à Norse Atlantic, sur la base des effets néfastes causés par la délivrance en 2016 d'un vol étranger. permis de transporteur à Norwegian Air International, affirmant que la société avait contourné les protections du travail de la Norvège en s'incorporant en Irlande. En réponse aux allégations, le PDG de Norse Atlantic, Bjørn Tore Larsen, a déclaré que la compagnie aérienne était une société norvégienne indépendante et avait prévu d'avoir des employés permanents basés aux États-Unis. En mai 2021, la compagnie aérienne a conclu des accords avec les syndicats représentant les agents de bord, y compris ceux basés aux États-Unis, avant leur embauche, ainsi que la British Airline Pilots Association.

## Destinations
En 2023, Norse Atlantic Airways offre les destinations suivantes:
| Pays        | Ville           | Aéroport                                            | Date de début    | Remarques  | Réf    |
| ----------- | --------------- | --------------------------------------------------- | ---------------- | ---------- | ------ |
| France      | Paris           | Aéroport de Paris-Charles-de-Gaulle                 | 26 mars 2023     | Base       |        |
| Italie      | Rome            | Aéroport Léonard-de-Vinci de Rome Fiumicino         | 19 juin 2023     | Prévu      |        |
| Allemagne   | Berlin          | Aéroport de Berlin Brandebourg                      | 17 août 2022     |            | [ 36 ] |
| Norvège     | Oslo            | Aéroport d'Oslo, Gardermoen                         | 14 juin 2022     | Base       | [ 37 ] |
| Royaume-Uni | Londres         | Aéroport de Gatwick                                 | 12 août 2022     | Base       | [ 38 ] |
| États-Unis  | Boston          | Aéroport international Logan de Boston              | 2 septembre 2023 | Prévu      | [ 37 ] |
| États-Unis  | Fort Lauderdale | Aéroport international de Fort Lauderdale-Hollywood | 18 juin 2022     | Base       | [ 37 ] |
| États-Unis  | Los Angeles     | Aéroport international de Los Angeles               | 9 août 2022      | Saisonnier | [ 37 ] |
| États-Unis  | New York        | Aéroport international John F. Kennedy              | 14 juin 2022     | Base       | [ 37 ] |
| États-Unis  | Orlando         | Aéroport international d'Orlando                    | 5 juillet 2022   | Saisonnier | [ 37 ] |
| États-Unis  | San Francisco   | Aéroport international de San Francisco             | 1 juillet 2023   | Prévu      | [ 37 ] |
| États-Unis  | Washington D.C. | Aéroport international de Washington-Dulles         | 1 juin 2023      | Prévu      | [ 37 ] |

## Flotte

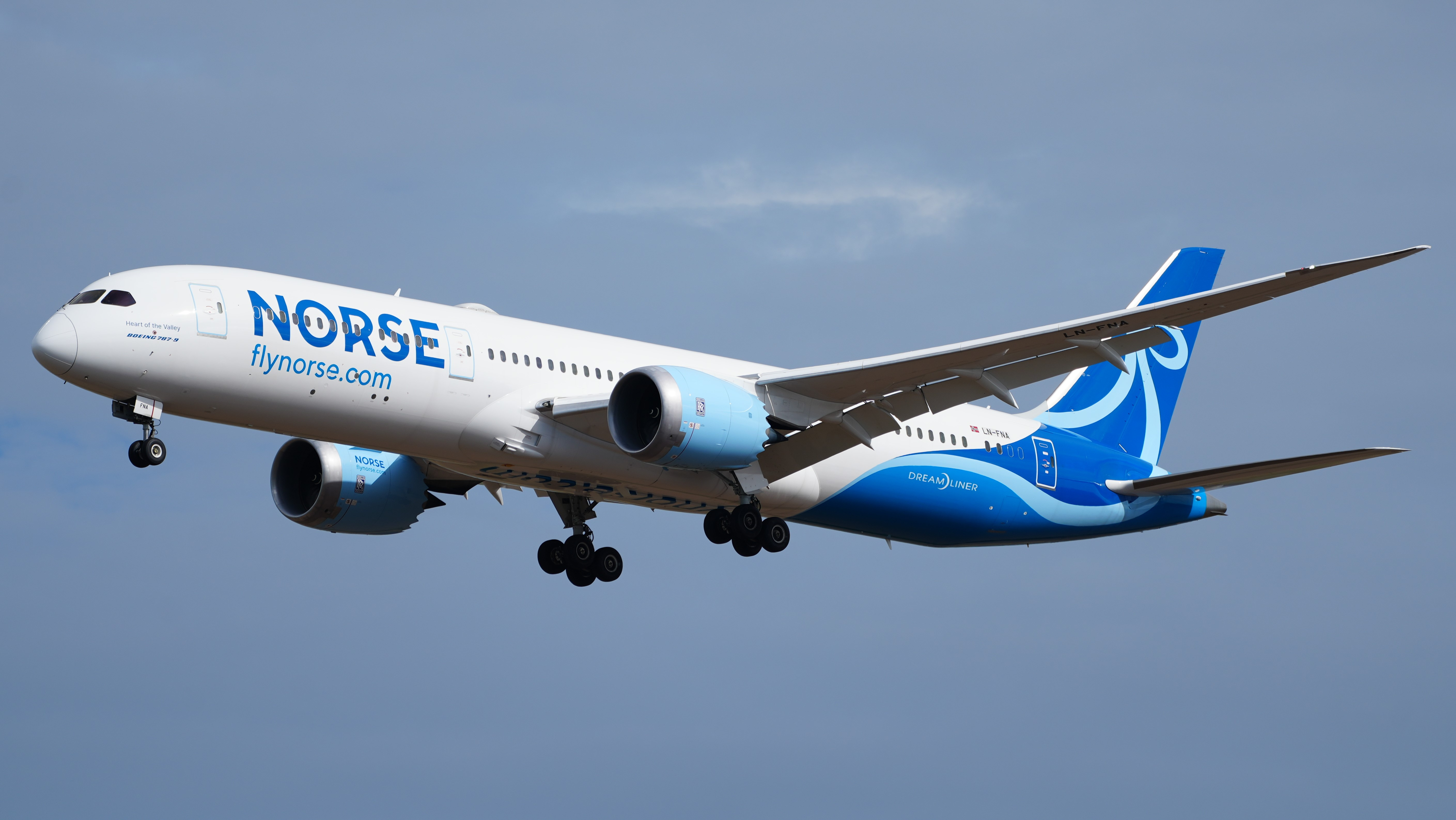
Un Boeing 787-9 de Norse Atlantic Airways en approche de l'aéroport de Berlin Brandebourg.

Norse Atlantic Airways et ses filiales associées exploitent la flotte suivante en 2022,:
| Avion        | En service | Commandes          | Passagers | Passagers | Passagers | Remarques                                |
| Avion        | En service | Commandes          | C         | Oui       | Total     | Remarques                                |
| ------------ | ---------- | ------------------ | --------- | --------- | --------- | ---------------------------------------- |
| Boeing 787-8 | –          | 3[réf. nécessaire] | 32        | 259       | 291       |                                          |
| Boeing 787-9 | 1          | 3[réf. nécessaire] | 56        | 282       | 338       | exploité par Norse Atlantic UK           |
| Boeing 787-9 | 8          | 3[réf. nécessaire] | 56        | 282       | 338       | 4 loués à d'autres compagnies aériennes. |
| Boeing 787-9 | 8          | 3[réf. nécessaire] | 35        | 309       | 344       | 4 loués à d'autres compagnies aériennes. |
| Total        | 9          | 6                  |           |           |           |                                          |

### Développement de la flotte
En mars 2021, Norse Atlantic a annoncé qu'elle avait prévu d'exploiter une flotte de 12 Boeing 787 Dreamliner, et qu'elle avait obtenu des droits de location pour les neuf premiers avions, composés de trois 787-8 et six 787-9 auprès d'AerCap. En août 2021, la compagnie aérienne a loué six 787-9 supplémentaires à BOC Aviation, portant sa flotte totale prévue à quinze B787. Norse Atlantic a reçu son premier 787-9 en décembre 2021. En avril 2022, la compagnie aérienne a annoncé qu'elle louerait deux 787-8 et deux 787-9 à Air Europa pendant 18 mois lorsque Norse Atlantic affrétera ses premiers vols.

## Cabines et services
Les cabines des Boeing 787 de Norse Atlantic conservent les configurations de sièges d'origine de leur opérateur précédent, Norwegian Air Shuttle, et sont ainsi configurées en deux classes de service, composées des classes Premium et Economy. Les sièges de sa cabine Premium sont configurés selon une disposition 2–3–2, tandis que ses sièges Economy sont configurés selon une disposition 3–3–3. En tant que transporteur à bas prix, la compagnie aérienne facture des frais pour les services et commodités supplémentaires en fonction de la classe de service. Les sièges des deux cabines sont équipés d'un système de divertissement en vol permettant la lecture de vidéos à la demande via des écrans personnels, et la compagnie aérienne a en outre annoncé son intention d'offrir un accès Wi-Fi en vol.